# Општина Карцишоара (Сибињ)
Карцишоара (рум. Cârţişoara) општина је у Румунији у округу Сибињ.
Oпштина се налази на надморској висини од 496 m.